# Fernando Augusto da Silva
O Pe Fernando Augusto da Silva (Santa Maria Maior, Funchal, 29 de Setembro de 1863 — Funchal, 18 de Outubro de 1949) foi um sacerdote, investigador da História da Madeira, professor e escritor português.

## Biografia
Nasceu em 1863 em Santa Maria Maior, filho de Fernando Augusto da Silva e de Joana Augusta de Freitas. Cursou o liceu e o seminário, tendo-se ordenado presbítero em 1888, exercendo depois funções eclesiásticas em diversas freguesias da Madeira, sendo por fim colocado como pároco na freguesia de Santo António do Funchal.
Foi também professor efectivo, aposentado, na Escola Industrial e Comercial António Augusto de Aguiar, no Funchal.
Faleceu na cidade do Funchal em 1949, estando sepultado no Cemitério de Santo António.

### Comissões de serviços públicos
- Procurador à Junta Geral.
- Presidente, por duas vezes, da Câmara Municipal do Funchal.
- Presidente da Comissão da Santa Casa da Misericórdia.
- Membro de várias outras comissões nas quais colaborou escrevendo alguns relatórios, etc.

### Actividade jornalística
Foi redactor dos jornais Madeira, Diário de Notícias e redactor principal do Heraldo da Madeira, tendo ainda uma larga colaboração em vários outros jornais e revistas.

### Associações
- Sócio da Associação dos Arqueólogos Portugueses, do Instituto Português de Arqueologia, História e Etnografia.
- Sócio correspondente da Academia Portuguesa de História.

### Condecorações
- Oficial da Ordem de São Tiago da Espada.

## Obras publicadas
- Elucidário Madeirense – 1921 -1ª edição em 2 volumes 1940-46 – 2ª edição em 3 volumes. (em colaboração com os escritores Carlos Azevedo de Meneses, Adolfo César de Noronha e Alberto Artur Sarmento).
- Paróquia de Santo António da Ilha da Madeira – 1929.
- A Lombada dos Esmeraldos na Ilha da Madeira – 1933
- Dicionário Coreográfico do Arquipélago da Madeira – 1934.
- Camões e a Madeira – 1934
- Dicionário corográfico do Arquipélago da Madeira -1934
- Sé Catedral do Funchal – 1936.
- O Arquipélago da Madeira na Legislação Portuguesa – 1941
- As Levadas da Madeira – 1944
- Diocese do Funchal: Sinopse cronológica – 1945
- Antiga Escola Médico-Cirúrgica do Funchal – 1945
- A Antiga Escola Médico-Cirúrgica do Funchal - 1946
- Subsídios para a História da Diocese do Funchal – 1946.
- O Revestimento Florestal do Arquipélago da Madeira – 1946
- Colégio e Igreja de São João Evangelista do Funchal - 1947
- João Gonçalves Zarco: traços biográficos – 1948
- Vocabulário popular do Arquipélago da Madeira – 1950 (Ler excerto)